# Brandenburg-Klasse (1951)
Die als Brandenburg-Klasse,  Augsburg-Klasse oder Burg-Klasse bezeichnete Schiffsklasse ist eine Baureihe von sechs Frachtschiffen des Hamburg-Amerika-Linie (HAPAG). Da es die ersten Schiffsneubauten nach Ende des Zweiten Weltkriegs waren, markiert die Klasse einen wichtigen Schritt im Neuaufbau der Reederei.

## Geschichte

### Bau
Nach der Unterzeichnung des Petersberger Abkommens im November 1949 wurden die Beschränkungen der Alliierten für den Bau von Seeschiffen durch das Potsdamer Abkommen gelockert. In Deutschland durften wieder Frachtschiffe bis 7200 BRT gebaut und von deutschen Reedern betrieben werden. Fast unmittelbar darauf bestellte die Hapag Anfang 1950 zunächst das Einzelschiff Hamburg. Kurz darauf bestellten HAPAG und Norddeutscher Lloyd gemeinsam jeweils eine Serie von sechs gleichen Frachtschiffen. Die ähnlich konzipierten, aber in den Abmessungen etwas unterschiedlichen Frachtschiffe entstanden auf zwei Werften. Die Hapag-Schiffe entstanden in den Jahren 1950 bis 1953 bei der Lübecker Werft Orenstein-Koppel und Lübecker Maschinenbau AG. Das Typschiff, die Brandenburg, wurde am 10. Februar 1951 abgeliefert und bis zum 21. November 1953 war die Baureihe vollständig. Die NDL-Schiffe der Rheinstein-Klasse wurden vom Bremer Vulkan schon 1951 abgeliefert.

### Einsatz bei der HAPAG
Alle Schiffe wurden im Süd- und Mittelamerika-Gemeinschaftsdienst von HAPAG und NDL eingegliedert. Als erstes Schiff der Baureihe wurde am 17. September 1969 die Naumburg an die Transmares Nav. Chilena veräußert. Die verbliebenen Schiffe gingen bei der Fusion der Hapag mit dem NDL in das gemeinsame Eigentum der neuen Hapag-Lloyd über.

### Spätere Karriere
Am 12. Januar 1971 kollidierte die Brandenburg auf einer Reise von Bremen nach Mittelamerika im Ärmelkanal, etwa sieben Seemeilen südlich von Folkestone mit noch nicht gesicherten Wrack des tags zuvor gesunkenen Tankers Texaco Caribbean. Der Hapag-Lloyd-Frachter sank innerhalb weniger Minuten, wobei 20 Besatzungsmitglieder ums Leben kamen. Die restlichen vier Schiffe veräußerte Die Hapag-Lloyd im Jahr 1971 an verschiedene Reedereien. Zwei Schiffe wurden dabei von der Hungarian Shipping Company in Budapest übernommen, eines ging an die Mediterranean Shipping Company in Genf und das vierte an Co-Prosperity Shipping in Mogadischu.
Die spätere Rafaela (ex Magdeburg) lief am 24. Dezember 1977 auf einer Reise von Hull nach Antwerpen auf die Hainsborough-Sände, wurde später im März 1978 nach Belgien eingeschleppt und traf am 4. März zur Verschrottung bei der Werft Boel & Zonen in Temse ein. Die Tisza (ex Augsburg) wurde am 14. Januar 1978 in Rijeka durch ein schweres Feuer zum wirtschaftlichen Totalschaden und traf am 11. Juni 1979 zur Verschrottung beim Schiffsabbrecher Hughes Bolckow in Blyth ein.  Die Siuli (ex Naumburg) der United Shipping in Chittagong lief zunächst am 17. Juli 1980 in seinem Heimathafen ein und wurde dort am 6. Mai des darauffolgenden Jahres arrestiert. Nach einigen Jahren Aufliegezeit in Chittagong wurde die Siuli schließlich vom April 1986 bis zum April 1987 in situ verschrottet. Die restlichen beiden Schiffe blieben bis 1986 in Fahrt und wurden dann ebenfalls abgebrochen.

## Technik
Die Schiffe der Baureihe waren konventionelle Stückgutschiffe mit eben hinter mittschiffs über der Antriebsanlage angeordneten Aufbauten und vielseitigen Ladungseinrichtungen.  So waren die Schiffe mit 10 herkömmlichen Ladebäumen à 3/5 Tonnen und einem 50-Tonnen Schwergutbaum zur Übernahme von Schwergut in der Luke 2 ausgerüstet. Vor und hinter den Aufbauten befanden sich jeweils zwei Trockenladeräume mit je einem Zwischendeck. Die Luken wurden mit Holzlukendeckeln verschlossen.
Die ersten vier Schiffe hatten einen Zweitakt-Hauptmotor des Typs MAN D5Z60/110 mit einer Leistung von 3600 PS (2646 kW), der eine Geschwindigkeit von etwa 13,5 Knoten ermöglichte. Die beiden zuletzt gebauten Schiffe der Klasse erhielten stattdessen einen Sulzer 6SD72 Zweitakt-Dieselmotor mit 4200 PS (3087 kW), der 14,0 Knoten ermöglichte. Diese beiden zuletzt gebauten Schiffe erhielten darüber hinaus geringfügig größere Aufbauten, die mit etwas stärker abgerundeter Form dem Zeitgeschmack angepasst waren.

## Die Schiffe
| Die Frachtmotorschiffe der Brandenburg-Klasse | Die Frachtmotorschiffe der Brandenburg-Klasse | Die Frachtmotorschiffe der Brandenburg-Klasse | Die Frachtmotorschiffe der Brandenburg-Klasse | Die Frachtmotorschiffe der Brandenburg-Klasse | Die Frachtmotorschiffe der Brandenburg-Klasse |
| Bauname                                       | Stapellauf                                    | Ablieferung                                   | Baunummer                                     | Vermessung                                    | Umbenennungen und Verbleib |
| --------------------------------------------- | --------------------------------------------- | --------------------------------------------- | --------------------------------------------- | --------------------------------------------- | --- |
| Brandenburg                                   | 8. November 1950                              | 10. Februar 1951                              | 443                                           | 2695 BRT                                      | am 12. Januar 1971 nach Kollision gesunken |
| Duisburg                                      | 24. April 1951                                | 23. Juni 1951                                 | 444                                           | 2696 BRT                                      | 1971 Raba, Abbruch ab 10. Oktober 1986 in Vigo                                                                                                   |
| Magdeburg                                     | 22. September 1951                            | 28. Februar 1952                              | 452                                           | 2696 BRT                                      | 1971 Rafaela, am 24. Dezember 1977 Hainsborough-Sänden gestrandet, später abgebracht und ab 4. März 1978 bei Boel & Zonen in Tamise verschrottet |
| Augsburg                                      | 2. Juli 1952                                  | 20. September 1952                            | 453                                           | 2741 BRT                                      | 1971 Tisza, am 14. Januar 1978 in Rijeka in Brand geraten und ab 11. Juni 1979 bei Hughes Bolckow in Blyth verschrottet                          |
| Naumburg                                      | 18. April 1953                                | 23. Juli 1953                                 | 461                                           | 2826 BRT                                      | 1969 Cordillera, 1979 Siuli, am 6. Mai 1981 in Chittagong arrestiert und von April 1986 bis April 1987 in Chittagong verschrottet                |
| Weissenburg                                   | 8. September 1953                             | 21. November 1953                             | 462                                           | 2818 BRT                                      | 1971 Jane Phoenix, 1973 Bulsook, 1980 Albadr, 1982 Nagina Trader, 1985 Noble Trader, 1986 Hanan, 1986 Rose, Abbruch ab 12. März 1986 in Gadani   |